# Metisse (Desktop-Umgebung)
Metisse ist ein 2½D-Desktop-Umgebung, die auf dem X Window System basiert. Sie ist in den Linux-Distributionen Mandriva One 2007 und Sabayon Linux enthalten.
Metisse besitzt viele Eigenschaften, die es von dem größeren 3D-Desktop-Projekt Compiz abheben: So können beispielsweise Fenster dreidimensional in alle Richtungen gedreht werden. Dies ist in Compiz nur mit dem in der Entwicklung befindlichen Freewins-Modul möglich. Metisse legt seinen Schwerpunkt nicht auf optisch ansprechende Effekte wie beispielsweise die „wackelnden Fenster“ in Compiz. Stattdessen haben Funktionalität und Produktivität eine höhere Priorität für die Entwickler.